# Иванова, Жанна Яновна
Жанна Яновна Иванова (род. 12 октября 1964, Чита) — российский политический деятель. Член Совета Федерации Федерального Собрания Российской Федерации от Сахалинской области.

## Биография
Окончила Южно-Сахалинский государственный педагогический институт, Байкальский государственный университет экономики и права.
В октябре 2000 года Иванова избрана депутатом Сахалинской областной Думы третьего созыва, а в январе 2002 года — председателем постоянной комиссии по образованию, науке, спорту и делам молодежи областной Думы. В период работы депутатом Думы третьего созыва получила второе высшее образование — юридическое и третье — по специальности государственное муниципальное управление.
14 января 2016 года СМИ сообщали о том что Иванова задержана в рамках дела о неуплате налогов.

### Совет Федерации
Член Совета Федерации Федерального Собрания Российской Федерации от Сахалинской области с июня 2012 по декабрь 2015. Представляла в СФ исполнительный орган государственной власти Сахалинской области.